# Svinov (Ostrava)
Svinov (německy Schönbrunn) je bývalé město, katastrální území, od 20. května 1957 městská čtvrť města Ostravy, od 24. listopadu 1990 městský obvod statutárního města Ostravy. Rozkládá se na levém břehu řeky Odry, přičemž zástavba se nachází celá ve slezské části Ostravy, zatímco východní okraje katastru zasahují na Moravu, přičemž průběh zemské hranice je zde mimořádně komplikovaný. Asi nejsložitější úsek zemské hranice se zde nachází v okolí silnice I/11.

## Historie
První hospodářská stavení byla založena v údolí potoka Porubka, levostranném přítoku řeky Odry. Osada se s léty dále rozrůstala všemi směry. Vznikaly také samoty, z nichž jedna (Dubí) leží až u řeky Odry.
Slezská obec Svinov se poprvé objevuje v listině olomouckého biskupa Bruna z roku 1265, v níž je připomínána jako klášterní ves cisterciáckého kláštera ve Velehradě. Ve Svinově byla také vodní tvrz Svinov připomínaná v roce 1553.
V roce 1936 byl Svinov povýšen na město, od roku 1957 je jedním z městských obvodů Ostravy. Většinově německý Svinov byl roku 1938 připojen k nacistické Třetí říši v rámci župy Sudety. Město bylo během druhé světové války osvobozeno Rudou armádou dne 30. dubna 1945.
Železniční stanice s dnešním názvem Ostrava-Svinov, vybudovaná roku 1847 na důležité mezinárodní trati Vídeň–Krakov Severní dráhy Ferdinandovy, je také významným dopravním uzlem. Výstavba železniční tratě Svinov–Opava započala v roce 1855 a stavba Vítkovické závodní dráhy do Svinova v roce 1887. Na ní navázala v roce 1907 ještě tramvajová trať z Moravské Ostravy a následně místní dráha z Klimkovic (1911), která byla elektrizována v letech 1947–1948. Dnes je nádraží Ostrava-Svinov z hlediska osobní dopravy nejvýznamnější železniční stanicí na území města Ostravy.[zdroj?] Slouží mimo jiné sousednímu městskému obvodu Poruba.
Do Svinova se po dostavbě Severní dráhy Ferdinandovy začal stěhovat železniční personál, začali se vzmáhat místní živnostníci, zakládaly se průmyslové podniky.
Významnou událostí byla také těžba uhlí a stavba dálnice D1.

## Těžba uhlí
Ve Svinově byla ukončena těžba uhlí v r. 1991.

## Symboly
Znak a prapor byly uděleny usnesením Rady města Ostravy číslo 3581/90 ze 04.10.1994.
Znak
Zeleno-zlatě kosmo dělený štít; nahoře zlatý obilný snop podložený kosmo položeným zlatým cepem, dole kosmo položené černé okřídlené železniční kolo.
Prapor
Avers opakuje znak, revers tvoří tři vodorovné pruhy, žlutý, červený a zelený.

## Obyvatelstvo
| 1869 | 1880  | 1890  | 1900  | 1910  | 1921  | 1930  | 1950  | 1961  | 1970  | 1980  | 1991  | 2001  | 2011  | 2021  |
| ---- | ----- | ----- | ----- | ----- | ----- | ----- | ----- | ----- | ----- | ----- | ----- | ----- | ----- | ----- |
| 809  | 1 010 | 1 362 | 2 397 | 3 275 | 3 867 | 5 368 | 4 722 | 5 088 | 3 904 | 3 572 | 3 379 | 4 536 | 4 301 | 4 257 |

## Pamětihodnosti
- Kostel Krista Krále
- Výpravní budova železniční stanice – kulturní a technická památka
- Svinovské mosty
- Vodní tvrz Svinov
- Přírodní rezervace Polanský les, Přemyšov a Rezavka
- Lípa u Pokorných
- Jasan u Bártova statku
- Levitace – bronzová socha
- Ježovka – bronzová socha
- Restaurace U Slunce – tradiční hostinec
- Ptačí pozorovatelna Rezavka

## Rodáci
- Jan Foltys (1908–1952) – mezinárodní šachový mistr
- Karl Scheit (1909–1993) – kytarista, loutnista a hudební pedagog
- Aleš Uhlíř (* 1951) – právník, publicista a fotograf

## Galerie

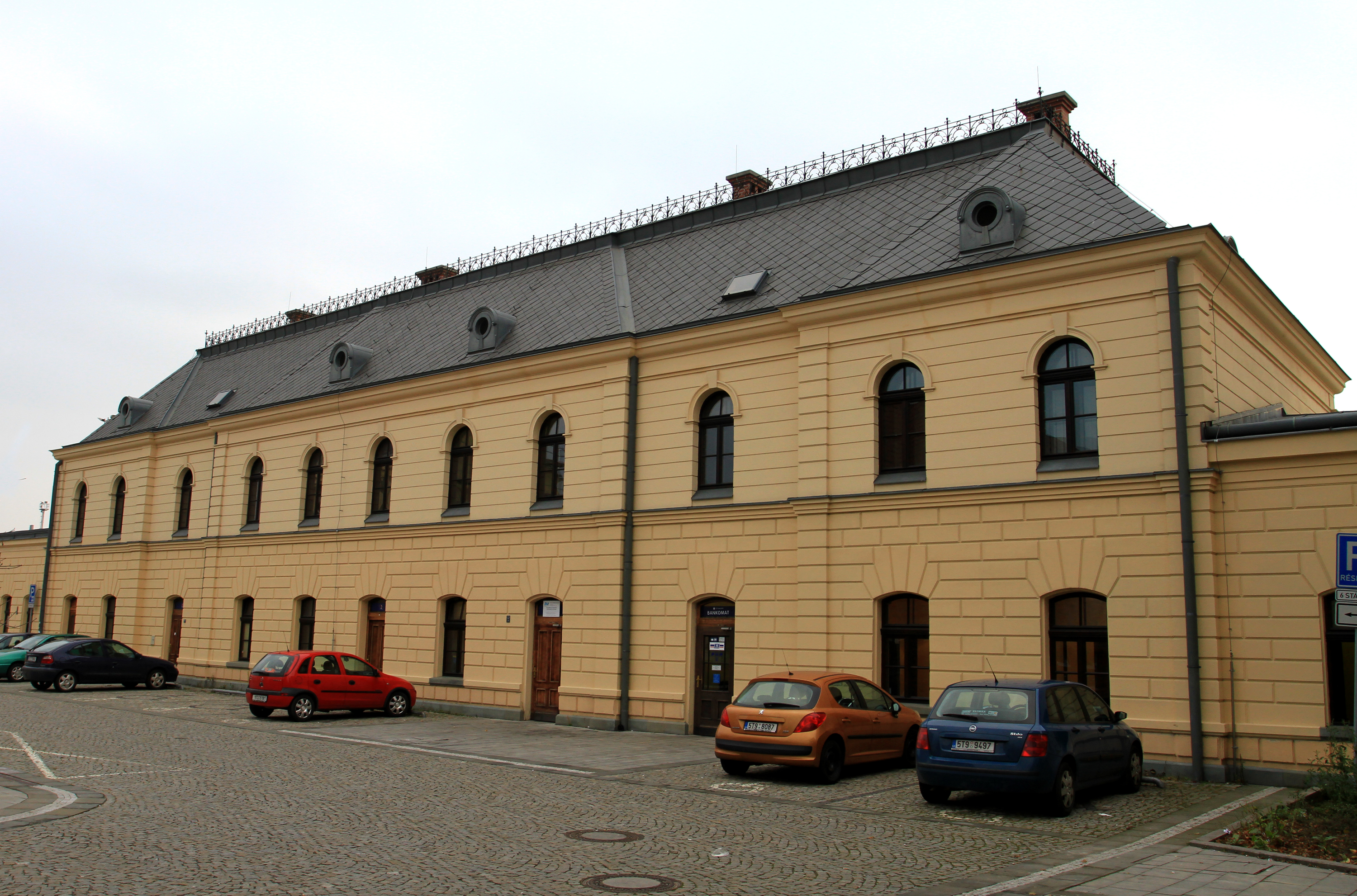
Železniční stanice Ostrava-Svinov – výpravní budova
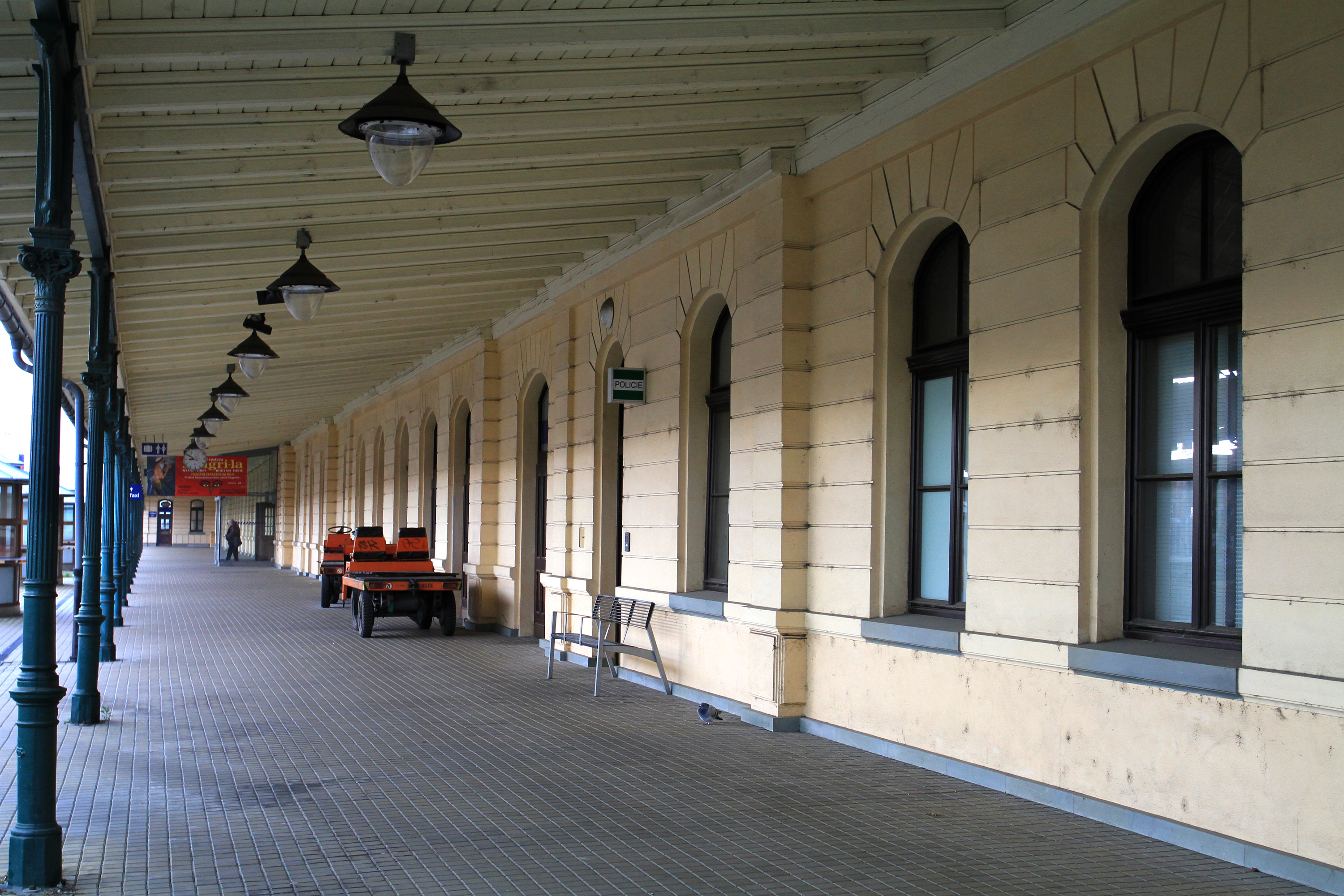
Železniční stanice Ostrava-Svinov – výpravní budova
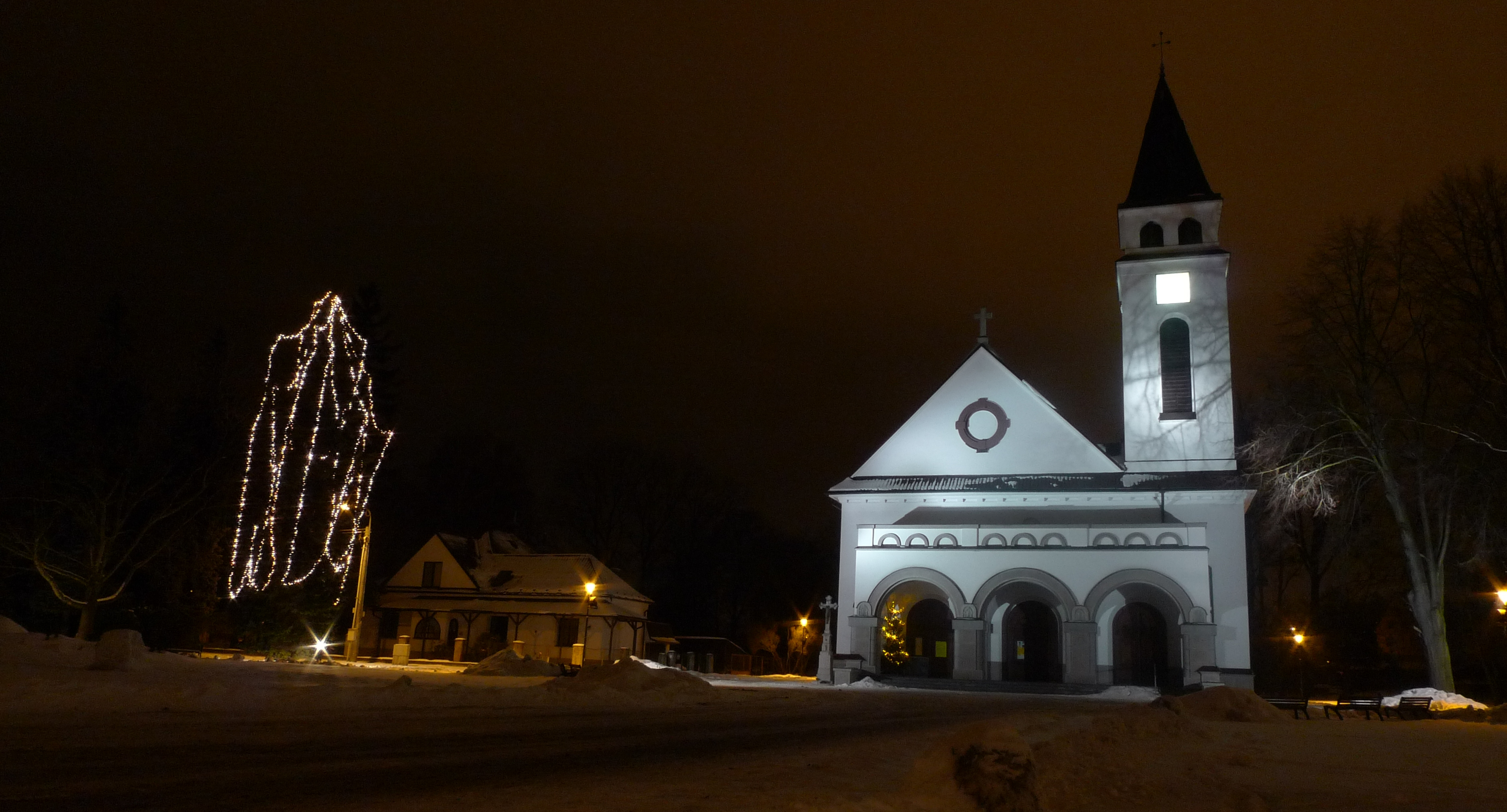
Kostel Krista krále
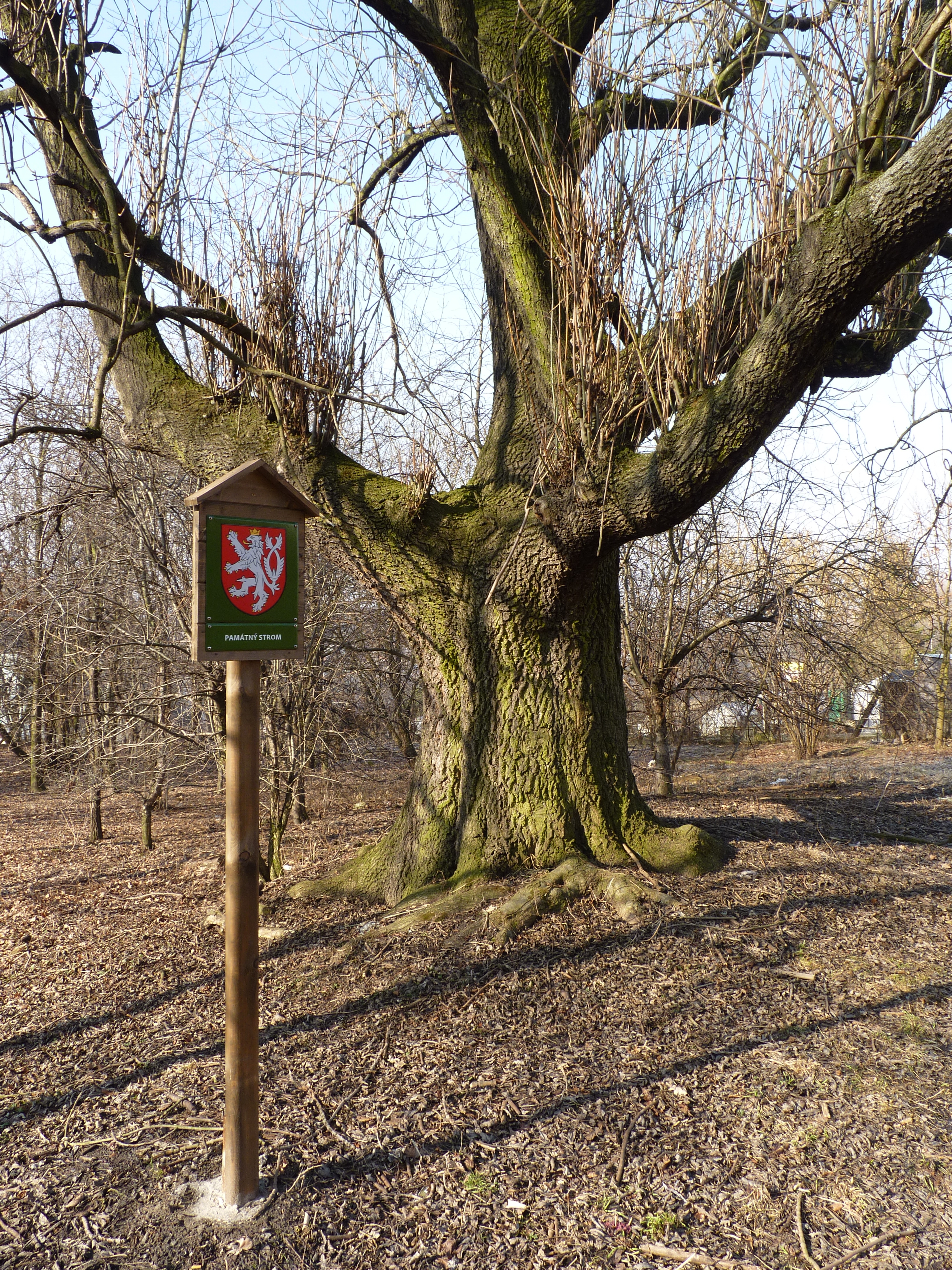
Jasan ztepilý u Bártova statku
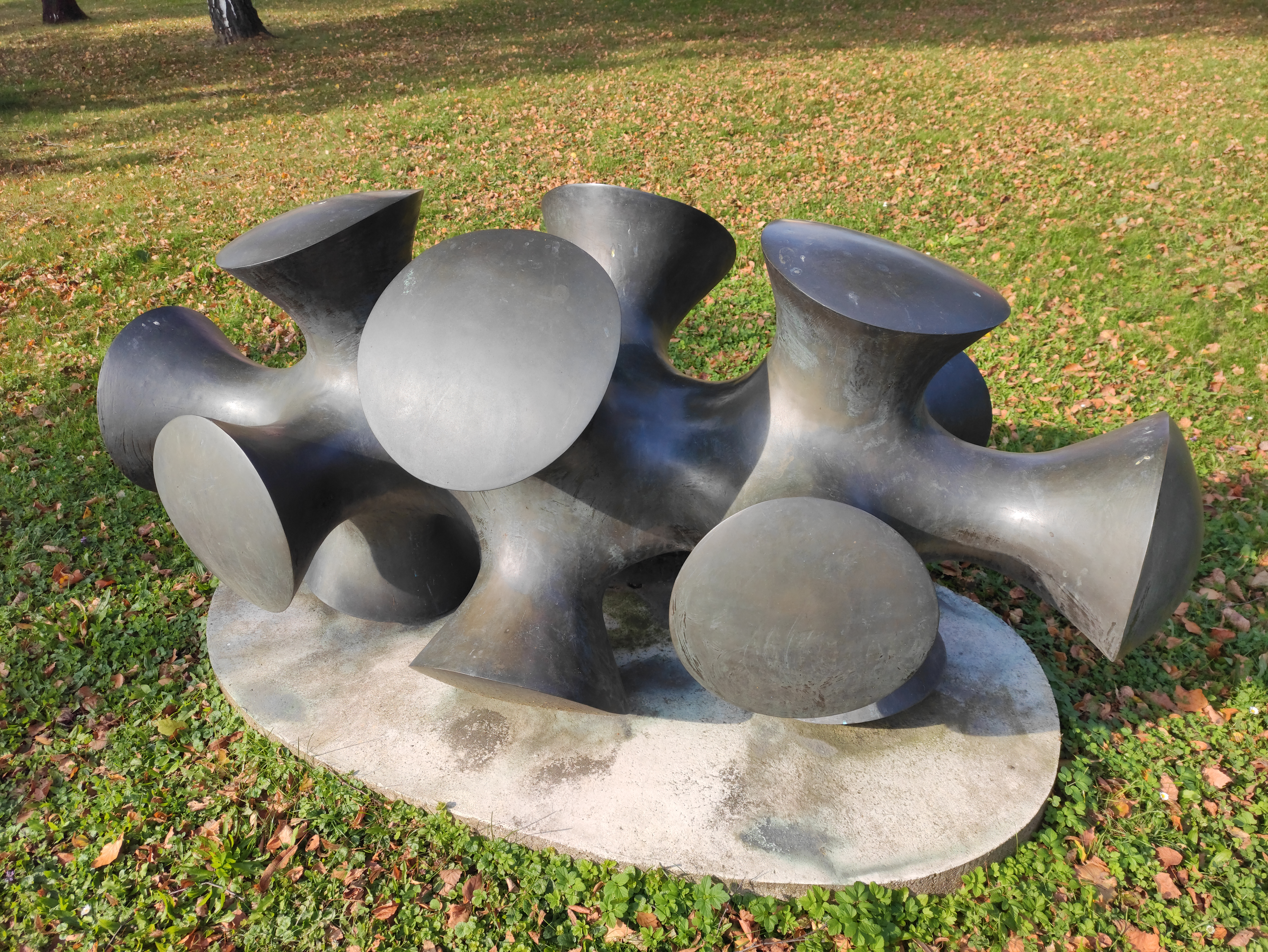
Ježovka (Čestmír Suška)
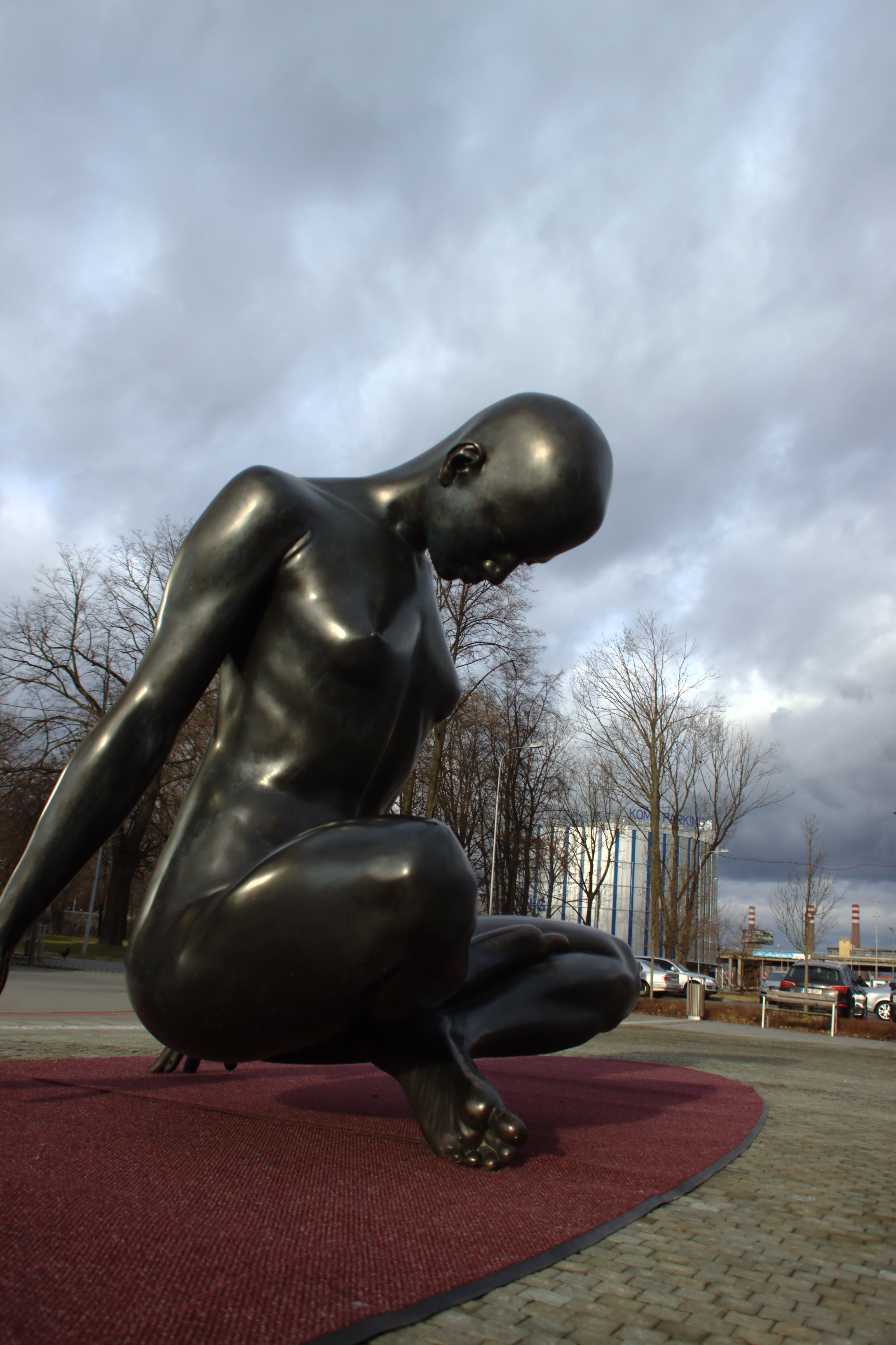
Levitace (David Moješčík, spolupráce Pavel Malina a Petra Ševcůjová)
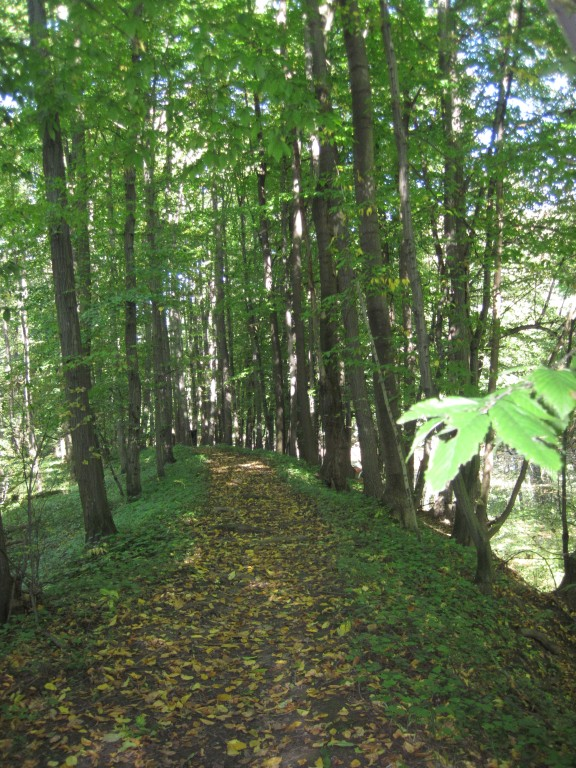
Rezavka
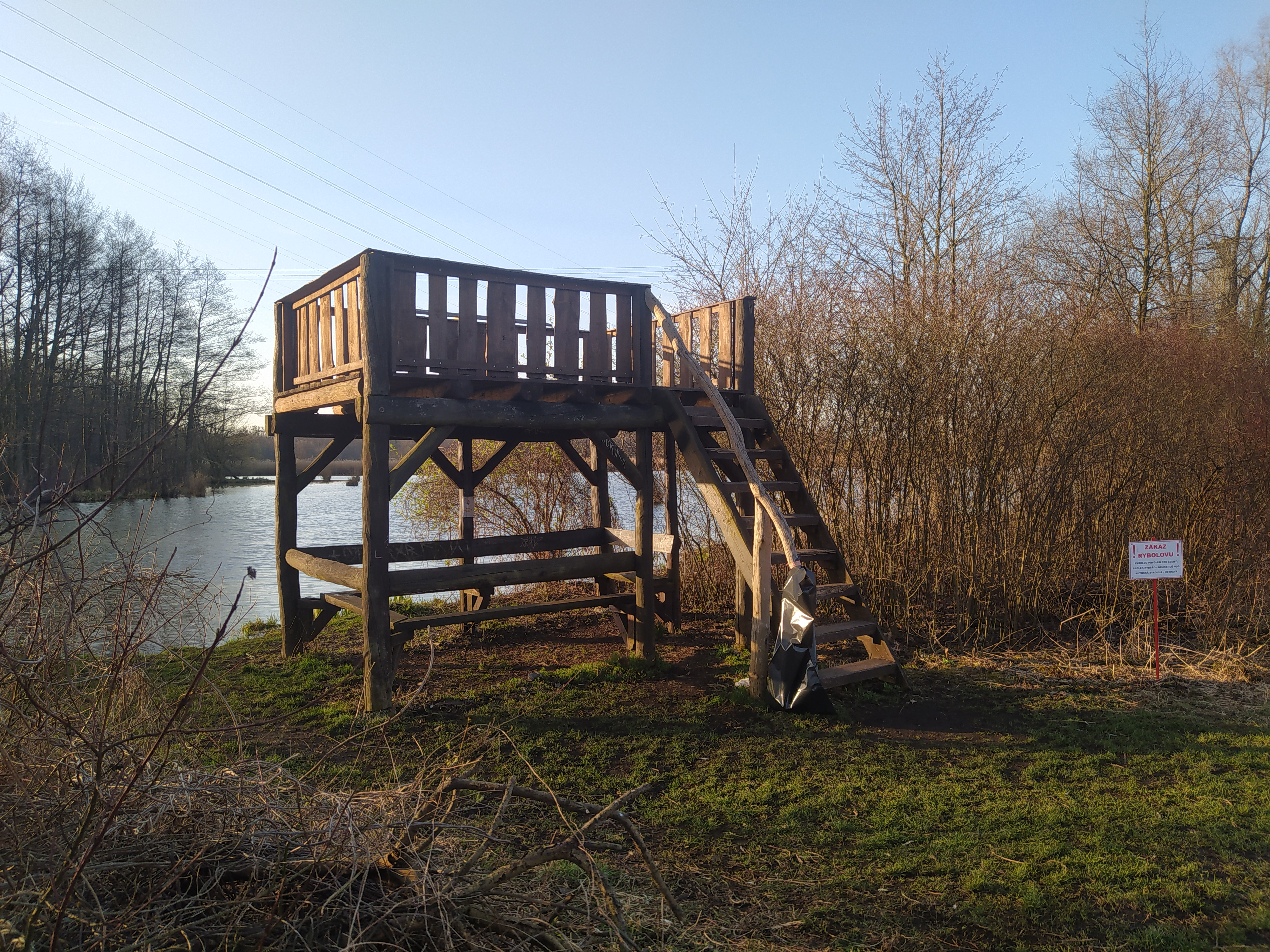
Ptačí pozorovatelna Rezavka